# 仙台師管区部隊
仙台師管区部隊（せんだいしかんくぶたい）は、第二次世界大戦末期の1945年4月に編成され、11月まであった大日本帝国陸軍の師管区部隊の一つである。日本の東北地方南部にあたる仙台師管区の非作戦部隊・官衙・地域防衛組織をまとめ、東北軍管区部隊に属した。兵団文字符は仙。

## 編成
師管区は1945年4月に師管を改称して設けられ、師管区部隊は従来の留守師団を転換して編成された。師管区部隊は、留守師団を構成した司令部・補充隊のほか、管区内の様々な非戦闘部隊・官衙もまとめられ、全体としてはかなり雑多な集まりである。仙台師管区では、留守第2師団司令部が仙台師管区司令部に改称した。4月1日に移行する予定で、司令官以下の人事も1日付で発令されたが、編成は4月9日になった。補充隊の中で、歩兵第3補充隊だけは、1日遅れて4月10日の発足となった。
定員約8千人の補充隊は兵士を教育・訓練し、その兵士を在来の部隊や新編成の部隊に送りこむ組織である。師管区司令部は8つの師団司令部への補充担任となり、各種補充隊は歩兵団以下の司令部と多数の部隊の補充担任となった。
陸軍病院では、仙台第一陸軍病院が東北軍管区司令部の直轄で、山形陸軍病院と若松陸軍病院が仙台師管区部隊に属した。終戦時までに山形陸軍病院は東北軍管区司令部の直属となり、仙台第三陸軍病院が仙台師管区部隊の下に入った。

## 移転と縮小
発足時の司令部と補充隊は仙台に集中しており、歩兵第2補充隊が若松、歩兵第3補充隊が山形にあるだけだった。7月10日に仙台は大規模な空襲を受け、市街が壊滅した（仙台空襲）。8月2日に部隊は仙台を引き払い、主に山形県に分散移転した。司令部と通信補充隊は山形、歩兵第1補充隊は新庄、砲兵補充隊は尾花沢、工兵補充隊と輜重兵補充隊は米沢である。歩兵第2と第3補充隊はこのとき閉隊になった。

## 復員
8月15日にポツダム宣言を受諾し、戦争が終わると、陸軍は解体されることになり、各部隊は次々に復員（解散）した。しかし、師管区部隊は復員業務と治安維持のためにしばらく存置された。
砲兵、工兵の補充隊は9月5日に、輜重兵補充隊は9月13日に復員したが、歩兵と通信の補充隊はその後になった。第72師団など先に復員した他部隊の人員の一部は、仙台師管区部隊に転属して勤務を続けた。
内地の師管区司令部は陸軍省廃止直前の11月30日に一斉に復員し、このとき仙台師管区部隊も廃止になった。

## 編制と定員
『東北軍管区編成人員表』による定員。軍人と軍属は分けて数えた。かっこ内の「東北122部隊」等は通称号。地名は当初の配置と、8月2日の移転先（あるいは廃止）である。司令部と補充隊をあわせて約8千人、その他約2万1千人をあわせ、計約3万人になる。その他の中でもっとも多いのは定員1万8千人の地区特設警備隊だが、実数は異なる可能性が高い。
- 仙台師管区司令部 - 264人、軍属12人。仙台、8月2日に山形に移転
- 仙台師管区歩兵第1補充隊（東北122部隊） - 1933人、軍属1人。仙台、8月2日に新庄に移転
- 仙台師管区歩兵第2補充隊（東北124部隊） - 1933人、軍属1人。若松、8月2日に廃止
- 仙台師管区歩兵第3補充隊（東北138部隊） - 1933人、軍属1人。山形、8月2日に廃止
- 仙台師管区砲兵補充隊（東北127部隊） - 576人、軍属1人。仙台、8月2日に尾花沢に移転
- 仙台師管区工兵補充隊（東北129部隊） - 705人、軍属1人。仙台、8月2日に米沢に移転
- 仙台師管区通信補充隊（東北130部隊） - 345人、軍属1人。仙台、8月2日に山形に移転
- 仙台師管区輜重兵補充隊（東北131部隊） - 659人、軍属1人。仙台、8月2日に米沢に移転
- 仙台連隊区司令部 - 130人（うち兼任者8人）、軍属25人。仙台。
- 福島連隊区司令部 - 136人（うち兼任者8人）、軍属30人。福島。
- 山形連隊区司令部 - 113人（うち兼任者8人）、軍属15人。山形。
- 仙台地区司令部 - 52人（うち兼任者7人）、仙台。
  - 仙台地区第1特設警備隊など、第20まで - 各300人。計6000人。
- 福島地区司令部 - 45人（うち兼任者7人）、福島。
  - 福島地区第1特設警備隊など、第24まで - 各300人。計7200人。
- 山形地区司令部 - 45人（うち兼任者7人） - 山形。
  - 山形地区第1特設警備隊など、第18まで - 各300人。計5400人。
- 仙台師管区制毒訓練所 - 28人（うち兼任者1人）、軍属1人
- 仙台陸軍拘置所 - 兼任者1人、軍属兼任者7人。
- 第12特設警備工兵隊 - 930人。
- 第13特設警備工兵隊 - 930人。
- 若松陸軍病院 - 114人。
- 山形陸軍病院 - 93人。